# Anagroidea
Anagroidea is een geslacht van vliesvleugeligen uit de familie Mymaridae. De wetenschappelijke naam van dit geslacht is voor het eerst geldig gepubliceerd in 1915 door Girault.

## Soorten
Het geslacht Anagroidea omvat de volgende soorten:
- Anagroidea boweni Yoshimoto, 1990
- Anagroidea dryas Girault, 1938
- Anagroidea dubia (Girault, 1913)
- Anagroidea himalayana (Mani & Saraswat, 1973)
- Anagroidea marina Triapitsyn & Berezovskiy, 2002